# 金珉錫
金珉錫（韓語：김민석，1992年2月25日—），韓國男子乒乓球运动员。

## 簡歷
2010年11月，金珉錫代表韓國出戰廣州亞運會，參加乒乓球比賽的男子雙打（夥拍：鄭榮植）及團體項目，在奪得一銀一銅。